# LRRC16A
LRRC16A‏ (Capping protein regulator and myosin 1 linker 1) هوَ بروتين يُشَفر بواسطة جين LRRC16A في الإنسان.